# Dead Troops Talk
Dead Troops Talk, título completo Dead Troops Talk (Uma Visão Após uma Emboscada de uma Patrulha do Exército Vermelho perto de Moqor, Afeganistão, Inverno de 1986), é uma foto colorida feita por Jeff Wall em 1992. Tem as dimensões de 229,2 por 417,2 cm.
Esta foto é um exemplo das complexas produções de Wall envolvendo elenco, cenários, equipes e pós-produção digital. A foto encenada mostra as consequências de um ataque fictício a uma patrulha do Exército soviético pelos Mujahideen durante a Guerra Soviético-Afegã, próximo de Mogor, no inverno de 1986. O cenário é um deserto inóspito. Os treze soldados soviéticos são vistos ressuscitando dos mortos, ainda com os efeitos visíveis do ataque mortal: feridas e membros perdidos. Eles se comportam de maneira bizarra, um deles mostra suas feridas para outro, por exemplo. Três dos Mujahideen que os mataram são mostrados no local, um deles inspecionando o conteúdo de uma bolsa e as pernas de outros dois são vistas com as armas montadas e munições dos soldados mortos.